# Oncostemum laevigatum
Oncostemum laevigatum är en viveväxtart som beskrevs av Carl Christian Mez. Oncostemum laevigatum ingår i släktet Oncostemum och familjen viveväxter. Inga underarter finns listade i Catalogue of Life.